# Волож, Аркадий Юрьевич
Арка́дий Ю́рьевич Во́лож (род. 11 февраля 1964, Гурьев) — российский предприниматель и программист, сооснователь и бывший генеральный директор ГК «Яндекс». В 2018 году по версии Forbes находился на 65-й позиции в России с состоянием 1,5 млрд долларов.
С 2014 года проживает в Израиле.
В июне 2022 года в отношении Воложа как основателя и главы «Яндекса» вводились персональные санкции Европейского союза, в обосновании которых указали роль «Яндекса» в продвижении провластных нарративов и сокрытия критики российских властей (в том числе в контексте вторжения на Украину), зависимость от государства и ответственность крупного предпринимателя за финансирование российской агрессии на Украине. Сразу после введения санкций «Яндекс» объявил об уходе Воложа со всех должностей в компании, что произошло 30 декабря 2022 года.
В июле 2024 года «Яндекс» объявил, что его бывшая материнская компания, голландская Yandex N.V., полностью вышла из состава акционеров группы и переименовалась в Nebius Group, Аркадий Волож станет её CEO.

## Биография

### Ранние годы
Родился 11 февраля 1964 года в городе Гурьеве Казахской ССР. Его отец, Юрий Абрамович Волож (род. 1938), геолог, специалист по нефтяным месторождениям Прикаспия и один из открывателей месторождения Кашаган, был начальником партии «Казгеофизтреста» в Алма-Ате; впоследствии — доктор геолого-минералогических наук, старший научный сотрудник Геологического института РАН. Мать, Софья Львовна Волож (урождённая Усминская, 1937—2019), уроженка Полоцка, до 1964 года преподаватель Гурьевского музыкального училища, с 1968 года — Алма-Атинской консерватории. Племянник заслуженного артиста России Вольфа Усминского, скрипача, дирижёра, профессора Уральской консерватории имени М. П. Мусоргского.
Выпускник 1981 года Республиканской физико-математической школы (РФМШ) в Алма-Ате. Окончил Институт нефти и газа им. И. М. Губкина по специальности «прикладная математика» в 1986 году. Занимался исследованиями в области обработки больших объёмов данных в Институте проблем управления (ИПУ) АН СССР.

### Карьера
В 1989 основал компанию Comptek, в которой до 2000 года занимал должность генерального директора. В этом же году открыл фирму «Аркадия» — совместно с Аркадием Борковским они выпустили продукт по классификации изобретений, который использовался в связанных с патентоведением НИИ и организациях.
В 1998 году в качестве главы Комитета беспроводных сетей доступа Российской ассоциации документальной электросвязи Аркадий участвовал в процессе дерегулирования частот для операторов беспроводного доступа. В 1999 году был одним из тех, кто повлиял на судьбу легализации IP-телефонии в России.
В 1997 году Волож сделал первый шаг к созданию компании «Яндекс» — на 10 тысяч долларов закупил три сервера с жёсткими дисками ёмкостью в 1 Гб, на которых было проиндексировано всё содержимое Рунета. Итогом этих инвестиций стало попадание «Яндекса» в семёрку наиболее популярных в 1999 году сайтов русскоязычного сегмента Интернета.

#### «Яндекс» (2000—2022)
С 2000 года — генеральный директор компании «Яндекс».
С 2007 года — заведующий кафедрой анализа данных на факультете инноваций и высоких технологий МФТИ.
В 2007 году Волож и команда «Яндекса» основали Школу анализа данных Яндекса (ШАД), предлагающую бесплатную программу «Анализ данных». К 2023 году ШАД насчитывал 6 филиалов в России. В 2018 году открылся новый ШАД в Израиле — Y-DATA.
В 2010 году в рейтинге высших руководителей газеты «Коммерсантъ» занял первое место в номинации «Медиабизнес».
В декабре 2012 года, во время проведения Совета по модернизации экономики и инновационному развитию России при президенте России, Аркадий Волож обратился к премьер-министру России Дмитрию Медведеву с предложениями по стандартизации форм предоставления информации от властных структур и её большей открытости, что должно было улучшить обработку полученной информации поисковыми системами «Яндекса» в автоматизированном режиме.
В марте 2013 года включён в рейтинг миллиардеров, ежегодно составляемый журналом Forbes, его личное состояние оценили в 1,15 млрд долларов США. В этом же месяце в результате вторичного размещения акций «Яндекса» на бирже продал 5,14 млн акций за $117 млн.
1 сентября 2014 года Волож передал пост генерального директора «Яндекса» Александру Шульгину и занял должность руководителя группы компаний «Яндекса».

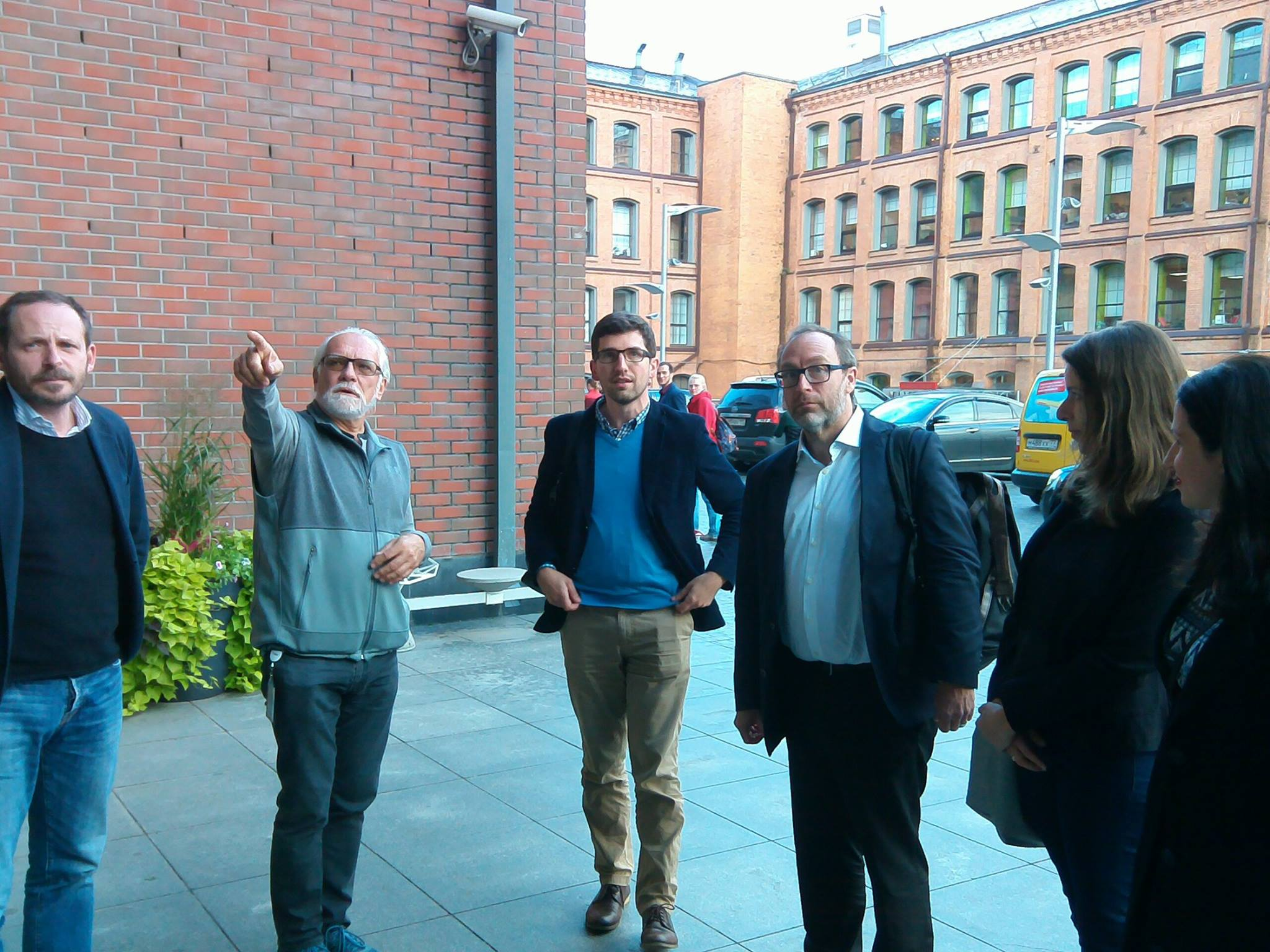
Аркадий Волож вместе с Андреем Себрантом и Алексом Смотровым проводят экскурсию для Джимми Уэйлса по Яндексу, 2016 год

1 марта 2021 года «Яндекс» сообщил, что Аркадий Волож и его семейный траст планируют продать акции компании на $ 1,9 млн. На тот момент Аркадий Волож владел 30,8 млн акциями класса В, экономическая доля которых составляла 8,7 % и обеспечивала 45,5 % голосов.
3 июня 2022 года после введения против него санкций Евросоюза покинул совет директоров и пост генерального директора группы компаний «Яндекс», а также руководящие должности в международных дочерних структурах группы, согласно официальному сообщению компании. Одной из причин для введения санкций были названы продвижение «Яндексом» государственных СМИ и удаление контента с критикой российских властей.
30 декабря 2022 года Волож объявил сотрудникам об уходе из «Яндекса», выложив прощальный пост на внутреннем портале компании.

#### Деятельность после «Яндекса» (2023)
По состоянию на 2023 год заявляет, что стал заниматься предпринимательской и инвестиционной деятельностью в Израиле.

#### Nebius Group (с 2024)
15 июля 2024 года российский «Яндекс» объявил, что его бывшая материнская компания, голландская Yandex N.V., полностью вышла из состава акционеров группы. 16 июля 2024 года Yandex N.V. переименовалась в Nebius Group и объявила, что Аркадий Волож станет его CEO.

## Критика и скандалы
Начиная с февраля 2023 года на странице об Аркадии Воложе в английской Википедии началась активная война правок, цель которой — убрать упоминания об отношении бизнесмена к России. Кто-то вычёркивал информацию о том, что Волож — российский бизнесмен миллиардер, а кто‑то другой добавлял: «родившийся в Казахстане технологический предприниматель, учёный компьютерщик и филантроп». Ранее Волож вычеркнул РФ из биографии на своём сайте.

## Взгляды
10 августа 2023 года, впервые после 24 февраля 2022 года, выступил против российского вторжения на Украину, заявив: «Я категорически против варварского вторжения России в Украину, где у меня, как и у многих, есть друзья и родственники. Я в ужасе от того, что каждый день в дома украинцев летят бомбы». Также Волож отметил: «На мне есть доля ответственности за действия страны».
В июле 2024 года Аркадий Волож дал интервью Der Spiegel, в котором снова осудил российское вторжение на Украину, заявив, что «это знаменует конец целой эпохи в России. У страны была возможность пойти другим путём. Мы все участвовали в этой попытке построить другую, лучшую и современную Россию». Также Волож назвал российское вторжение варварством, а сама война, по его мнению, перечеркнула возможности для развития России.

## Оценка состояния
Журнал Forbes в июне 2018 года оценивал состояние Воложа в 1,5 миллиарда долларов США (65-е место в России).
| Показатель         | 2011 | 2012 | 2013 | 2014 | 2015 | 2016 | 2017 | 2018 | 2019 | 2020 | 2021 | 2023 | 2024 |
| ------------------ | ---- | ---- | ---- | ---- | ---- | ---- | ---- | ---- | ---- | ---- | ---- | ---- | ---- |
| Состояние ($ млрд) | 0,9  | 0,95 | 1,15 | 1,7  | 0,8  | 0,7  | 1,1  | 1,5  | 2,3  | 1,2  | 2,3  | 1,1  | 1,5  |
| Место (в России)   | 114  | 97   | 94   | 60   | 114  | 118  | 85   | 65   | 68   | 76   | 64   | 101  | 88   |

После падения цены акций «Яндекса» в результате российского вторжения на Украину в 2022 году, состояние Воложа на конец февраля 2022 года оценивалось в 580 миллионов долларов.

## Личная жизнь
Женат, пятеро детей.
В 2014 году с семьей переехал в Тель-Авив и по состоянию на 2023 год живёт в Израиле. Родители Воложа также живут в Израиле.
В 2016 году вместе с родителями и детьми получил второе гражданство, мальтийское, по инвестиционной программе, стоимостью от 880 тысяч евро.

## Отношения с властями

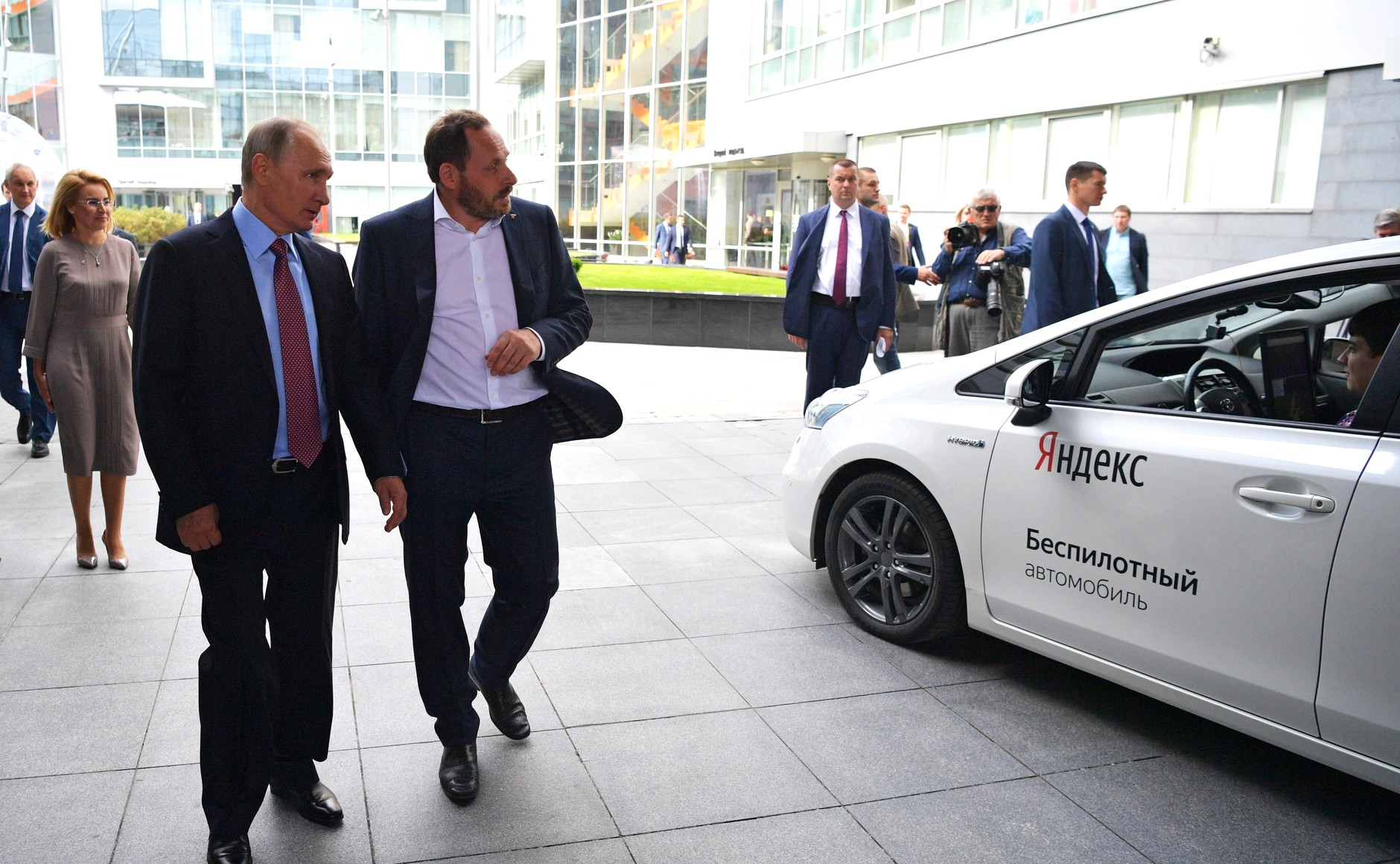
Аркадий Волож демонстрирует прототип беспилотного автомобиля Владимиру Путину в штаб-квартире Яндекса в сентябре 2017 года

В течение своей карьеры Аркадий Волож был тесно связан с официальной властью в России. В частности, он не раз встречался с президентом России Владимиром Путиным. Так, в 2017 году Путин приезжал в офис «Яндекса», где обсуждал будущее интернета и искусственного интеллекта с Воложем. Отмечалось, что «Яндекс. Новости» осуществляют редактирование своей поисковой выдачи в соответствии с предпочтениями действующей власти. В «Яндексе» были реализованы алгоритмы цензуры, определяющие новостную повестку для миллионов россиян. Согласно расследованию The Village, существует «белый список» изданий, состоящий из федеральных и московских изданий, публикации которых будут показываться на главной странице «Яндекса». В 2016 году охват аудитории «Яндекса» обошёл охват Первого канала.

## Международные санкции
В июне 2022 года в отношении Воложа ввели персональные санкции Европейского союза, в обосновании которых указана роль «Яндекса» в продвижении провластных нарративов и сокрытия критики российских властей (в том числе в контексте вторжения на Украину), зависимость от государства и ответственность крупного предпринимателя за финансирование российской агрессии на Украине(в мае «Медуза» опубликовала расследование о роли «Яндекс. Новостей» искажении информации о войне). 30 декабря Волож сообщил что покидает Яндекс.
Акционерами «Яндекса» являются Сбербанк и ВТБ, а российские власти через «золотую акцию» имеют возможность непосредственно влиять на отдельные аспекты деятельности компании. Европейские власти сочли, что как основатель и руководитель крупнейшей российской IT-компании Волож несёт ответственность за материальную или финансовую поддержку российской агрессии, которая нацелена на подрыв территориальной целостности, суверенитета и независимости Украины.
Также Воложа включили в санкционные списки Украины и Швейцарии.
В феврале 2024 года Reuters сообщил, что страны Евросоюза договорились снять санкции с Воложа, при этом один из собеседников издания заявил, что включение его в список считается «юридически необоснованным», в том числе «из-за изменения поведения».
13 марта 2024 года Волож исключён из санкционного списка Евросоюза.